# 나릅스카야역
나릅스카야역(러시아어: Нарвская)은 러시아 상트페테르부르크 시에 있는 상트페테르부르크 지하철 키롭스코 비보륵스카야 선의 철도역이다. 이 역은 1955년 11월 15일에 개통되었다.

## 대중문화
이 역은 블라디미르 베르지나의 후기 종말론 소설에서 등장한다. 이에 따르면, 나릅스카야는 조종사 스타일의 망토를 입고 있는 것처럼 보이는 "비행기" 갱단을 포함하고 있다.